# 아바칸강

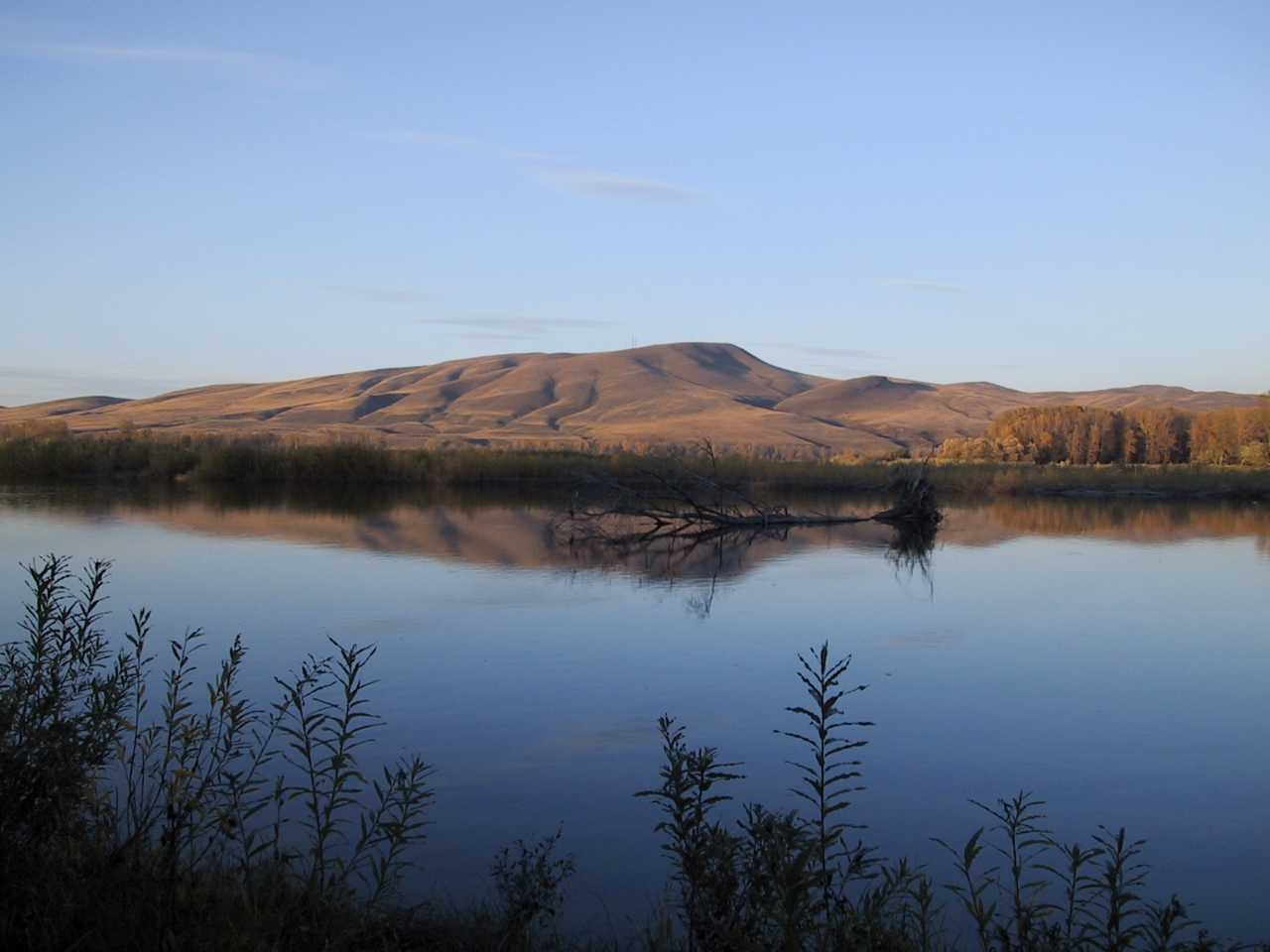
아바칸강

아바칸강(러시아어: Абака́н)은 러시아의 알타이 공화국을 통과해서 흐르는 강이다. 예니세이강으로 흘러 들어간다. 유역 길이는 514 km, 면적은 32만 km2이다. 예니세이강의 지류로 크라스노야르스크 지방와 하카스 공화국을 통과한다.
아바칸강은 알타이 공화국의 사얀산맥과 알타이산맥에서 2개의 강이 발원을 한다. 그리고 2개의 산맥에서 발원한 볼쇼이아바칸강과 말리아바칸강이 1개의 강으로 합류한다.